# ネマン (バス)

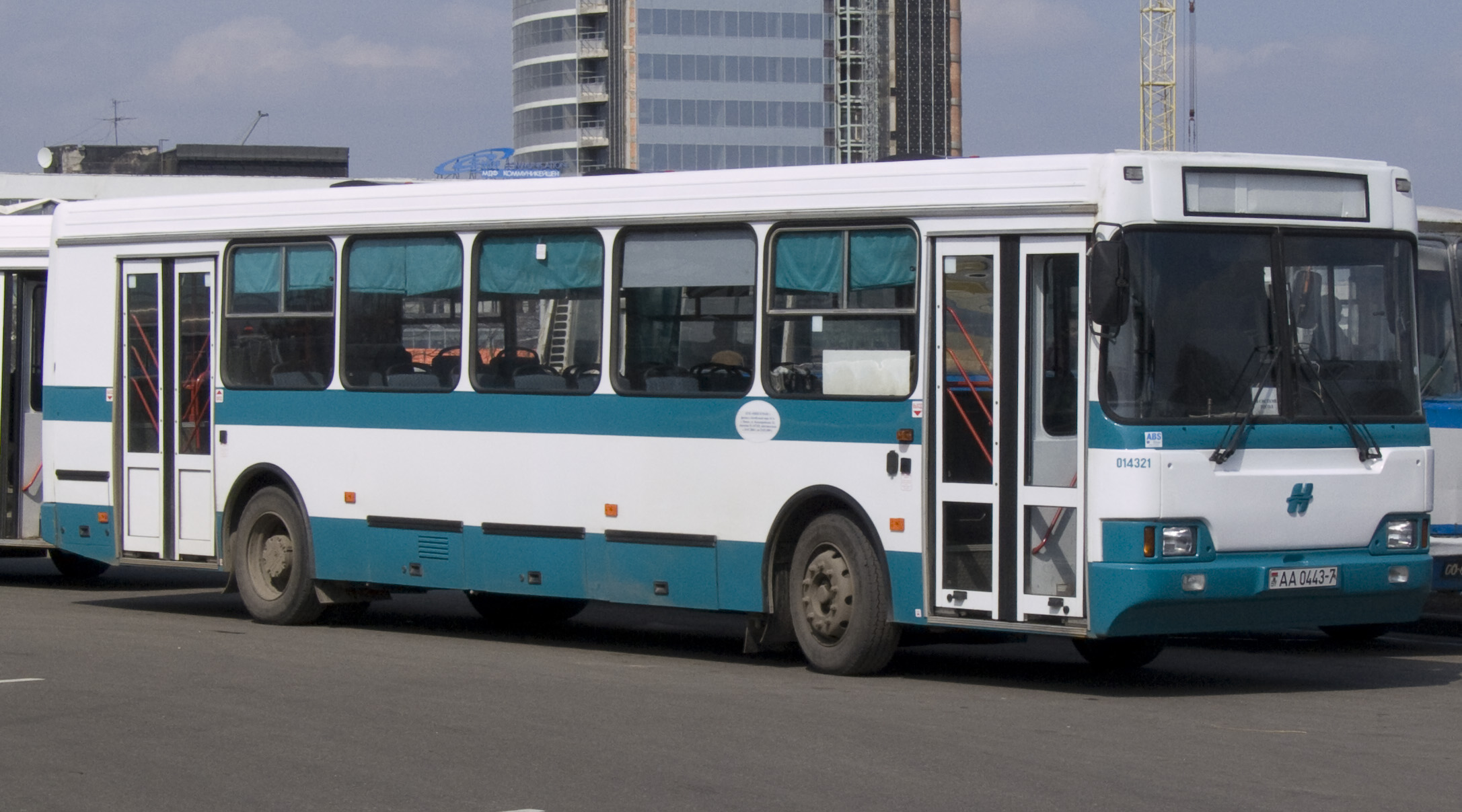
Neman-52012

ネマン（ベラルーシ語: Лідскія аўтобусы "Нёман"）とは、ベラルーシのリダに本社を置く国有のバスの製造会社である。
Association Agatに供給する組立、検査機械の生産を目的として、1984年5月にソビエト連邦のラジオ産業省によって設立された。1988年にネマンは試作品を製造するためのパイロットプラントに指定される。
ソビエト連邦の崩壊後、ネマンは事業をガスバーナー、電動機、ファンなど機器の生産に転向した。工場のキャパシティには余裕があり、ロシアのリキノ・バス工場（LiAZ）とLiAZ-5256を生産する契約を締結した。1994年にネマンの工場で最初のバスが生産された。LiAZ-5256のほか、工場では消防車（AC-40）、バス（PAZ-3205）、バン（GAZelle）も生産されていた。1998年にネマンは自社独自のブランドのバスの生産を開始し、2011年にバスの生産台数は1,000に達した。
2014年にネマンはMZKTに買収された。

## ラインナップ
主要製品は以下の通りである
- Neman-5201 - 大型の都市用バス
- Neman-52012 - 郊外用バス
- Neman-3231 - 小型バス
- Neman-4202 - スクールバス